# Koromo

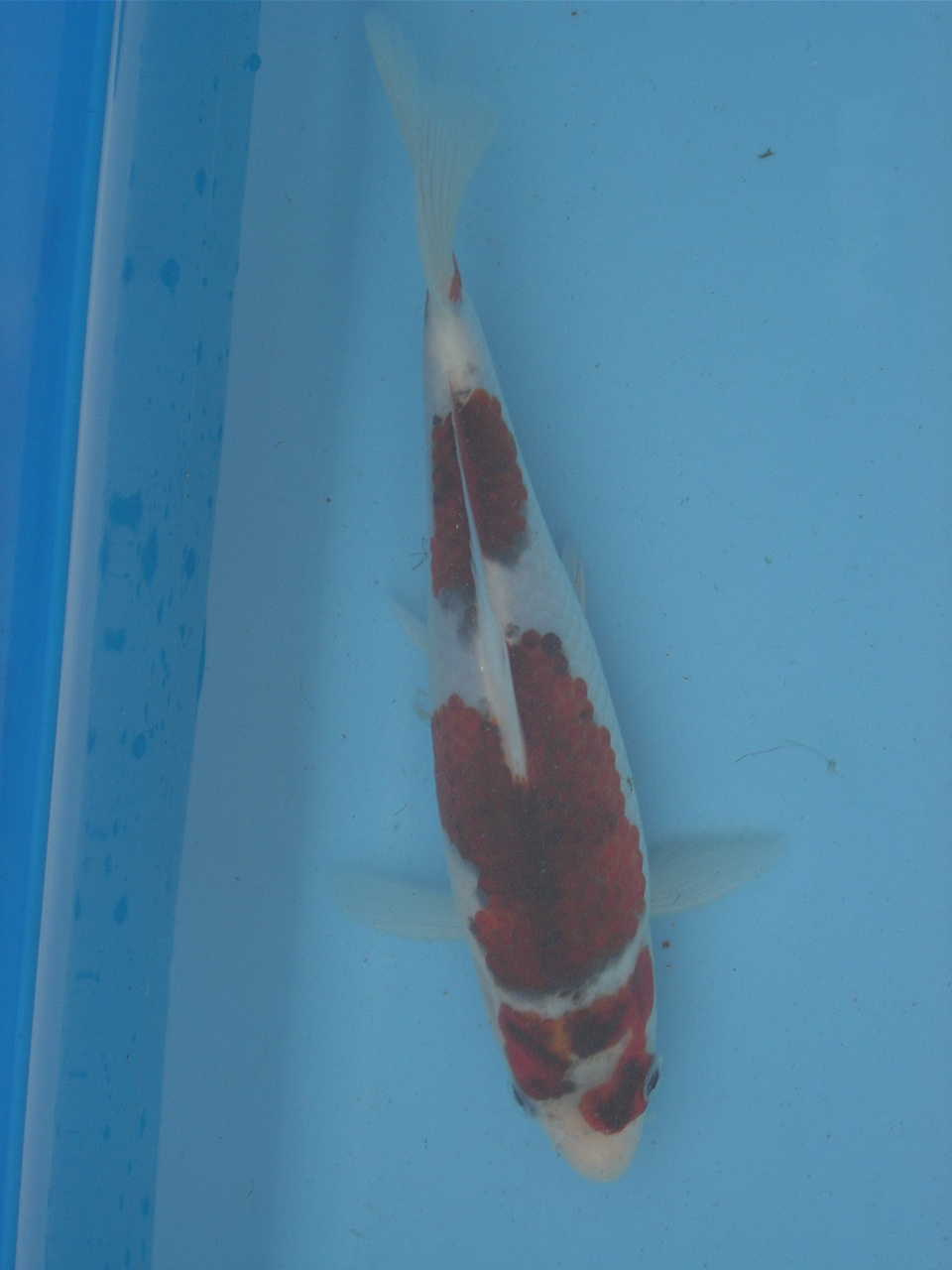
Goromo

Koromo (衣, „Kleidung“) ist die Bezeichnung für eine spezielle Färbungsvariante des japanischen Zierkarpfens (Koi).
Diese Form zeichnet sich aus durch eine schwarze Schattierung in dem weiß grundierten Farbmuster. Je nach der Grundfarbe des Farbmusters unterscheidet man:
- Ai-goromo (藍衣 „Indigo-Kleidung“) – schwarz schattierte rote Flecken auf weißem Grund
- Budō-goromo (葡萄衣 „Reben-Kleidung“) –  schwarz schattierte und dadurch braun wirkende gelbe Flecken auf weißem Grund
- Sumi-goromo (墨衣 „Tusch-Kleidung“) –  schwarzer Überzug über rotem Muster, weißer Grund
- Doitsu Ai-gomoro – nur die Schuppen am Rücken sind schwarz schattiert

## Quelle
- NISHIKIGOI 錦鯉 (japanisch) (Seite nicht mehr abrufbar, festgestellt im August 2021. Suche in Webarchiven)